# Pierre Lormée
La Pierre Lormée est un monolithe enterré situé sur la commune de Broglie, dans le département de l’Eure, en Normandie, en France.

## Localisation
Le monolithe est situé à l’est de la commune de Broglie, à l’intersection de plusieurs routes forestières dans le bois de Broglie.

## Description
La Pierre Lormée est un immense bloc de grès couché sur le sol. Brisé en deux blocs de 3,5 m et 1,5 m, il mesure 5 m de longueur sur 4 m de largeur. Sa partie la plus saillante a une hauteur de 1 m. Des cavités en forme de siège ont été creusées dans sa masse à une date indéterminée.

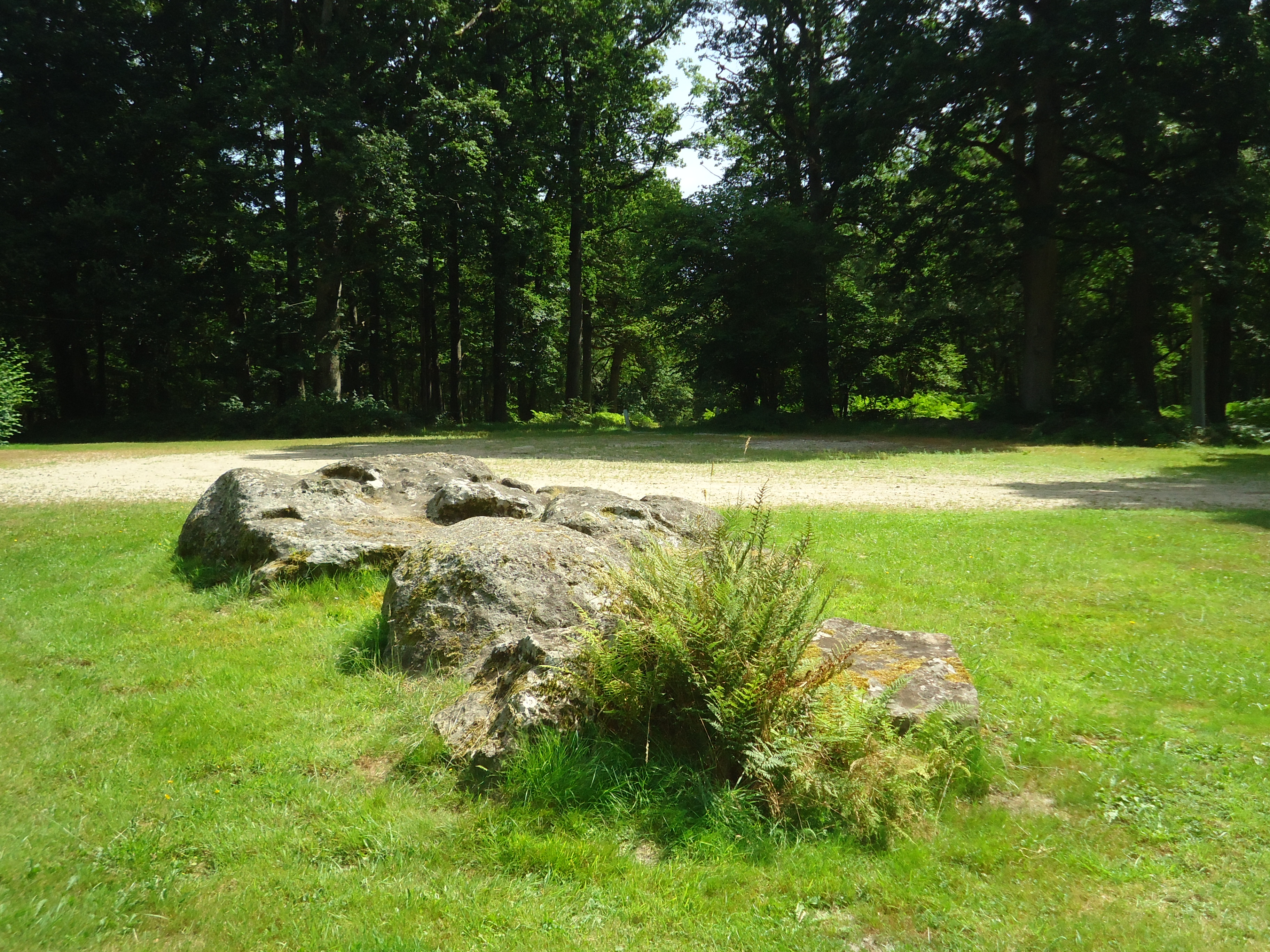
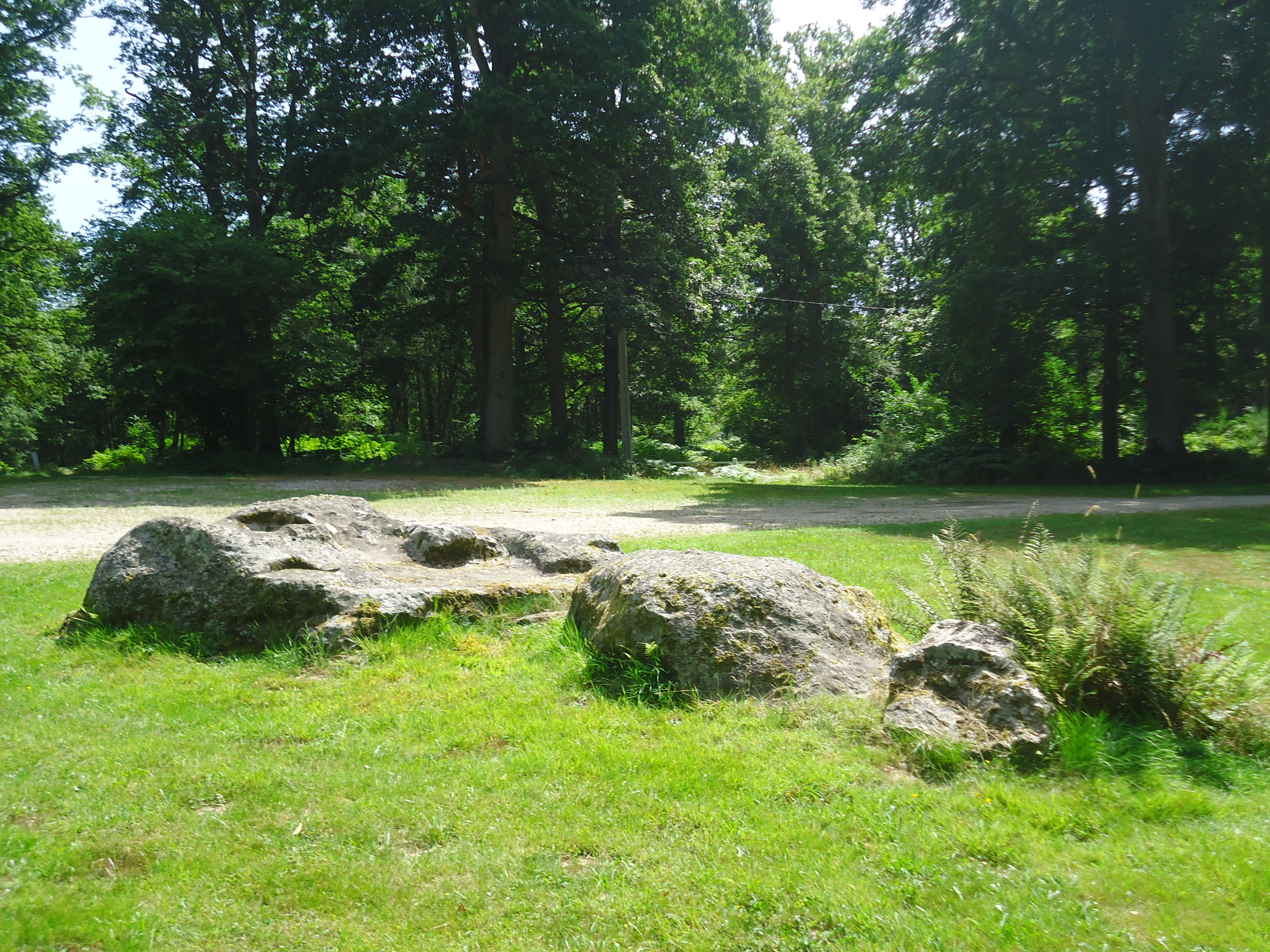
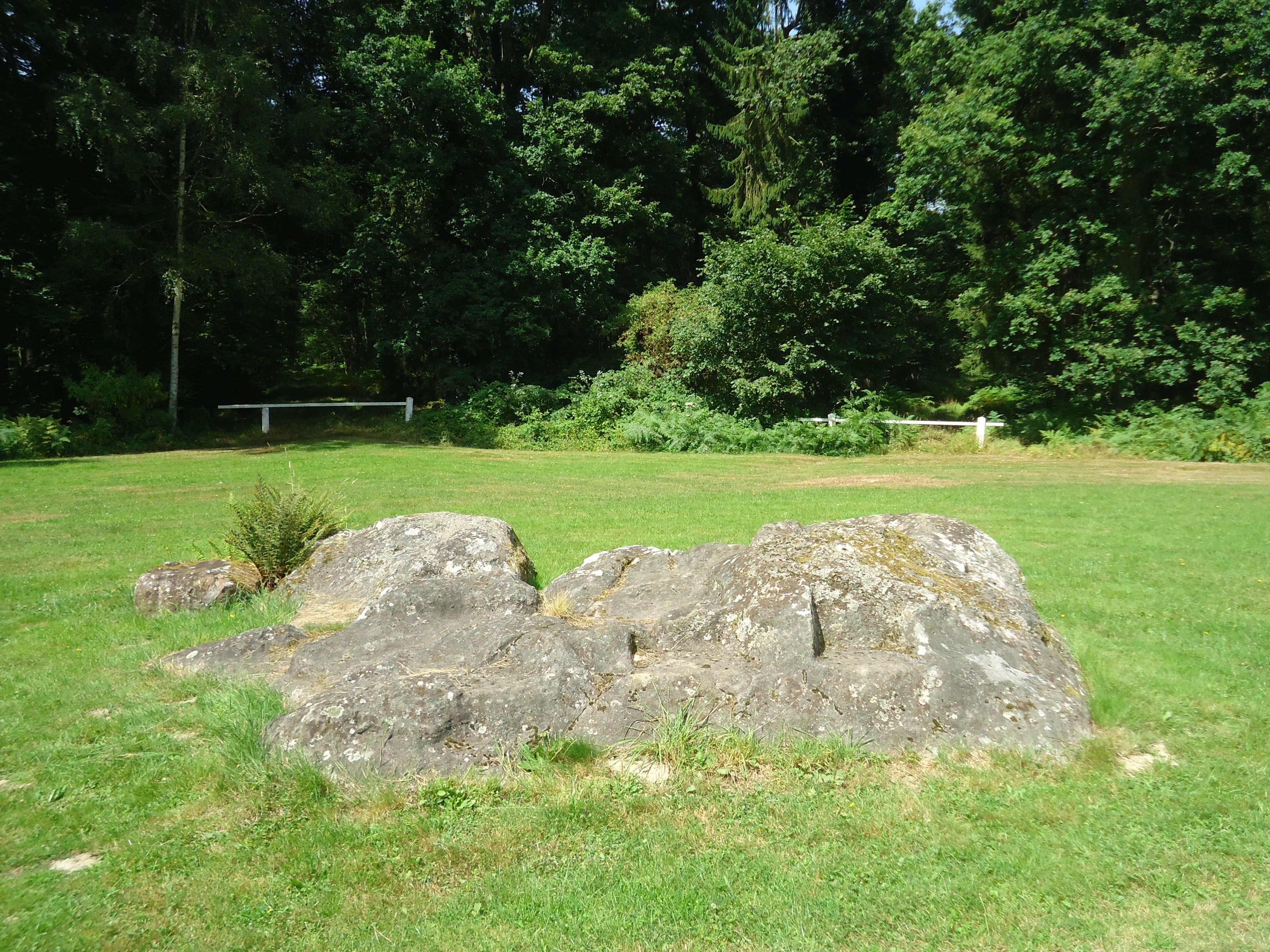
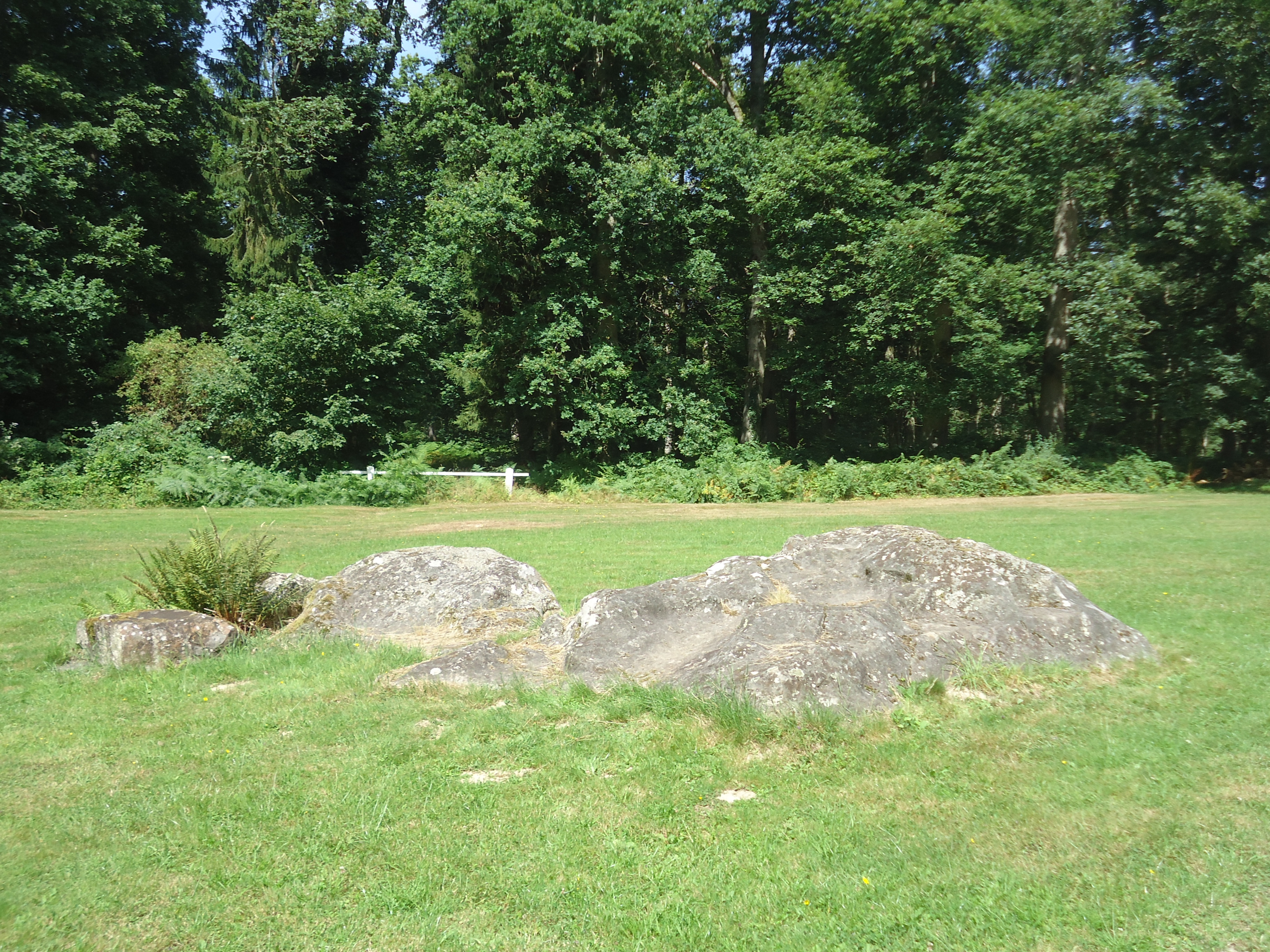
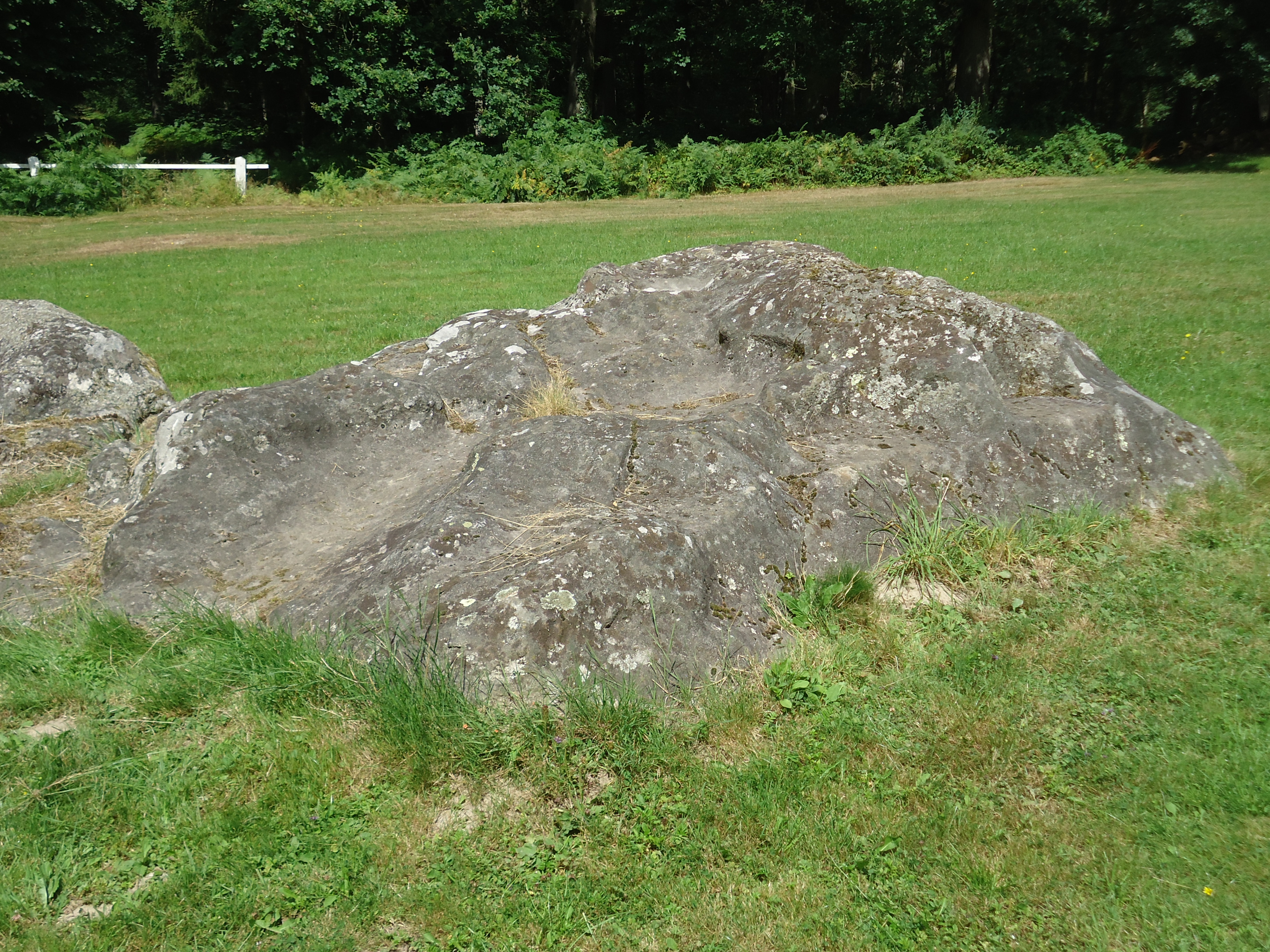
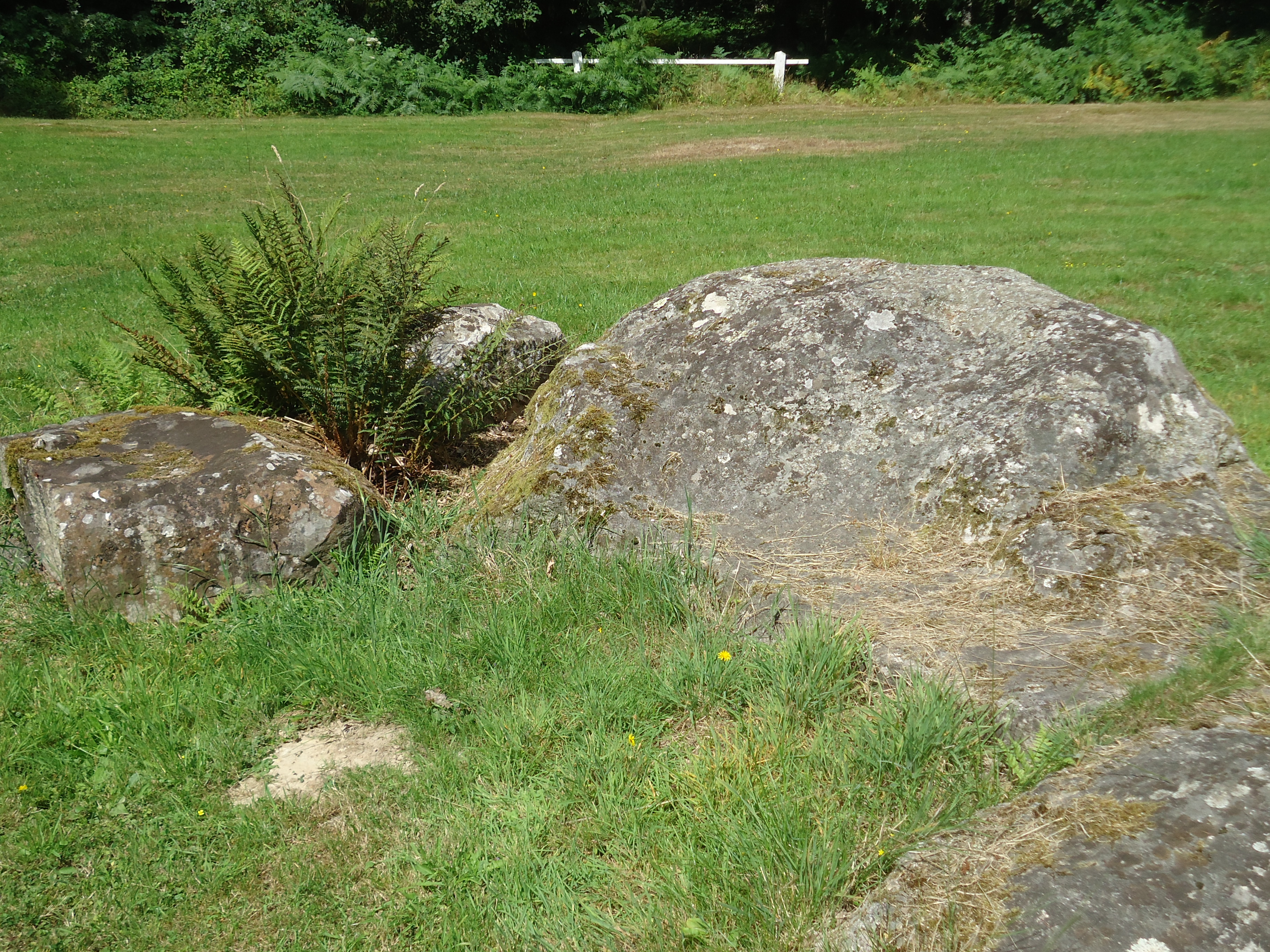
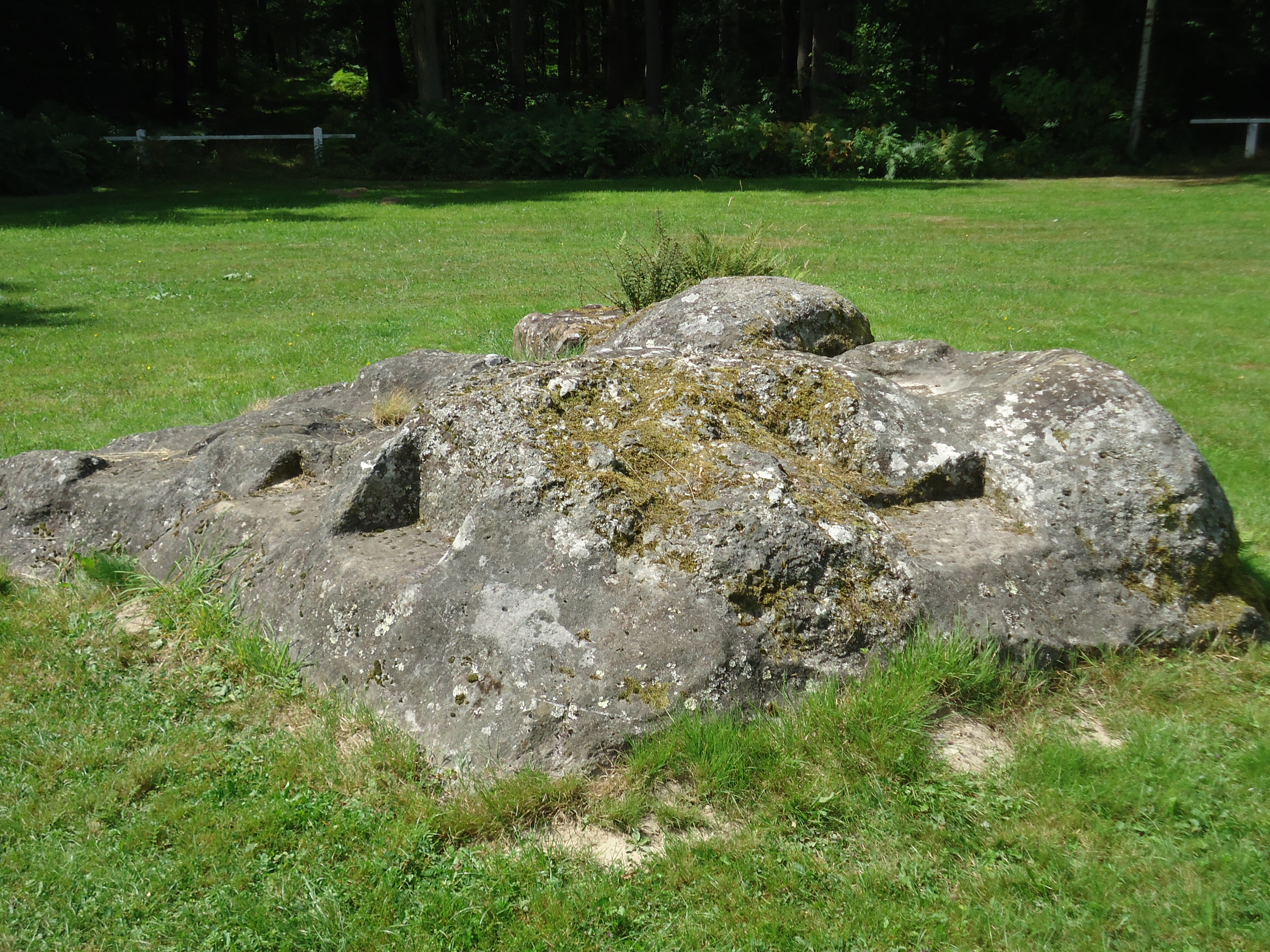
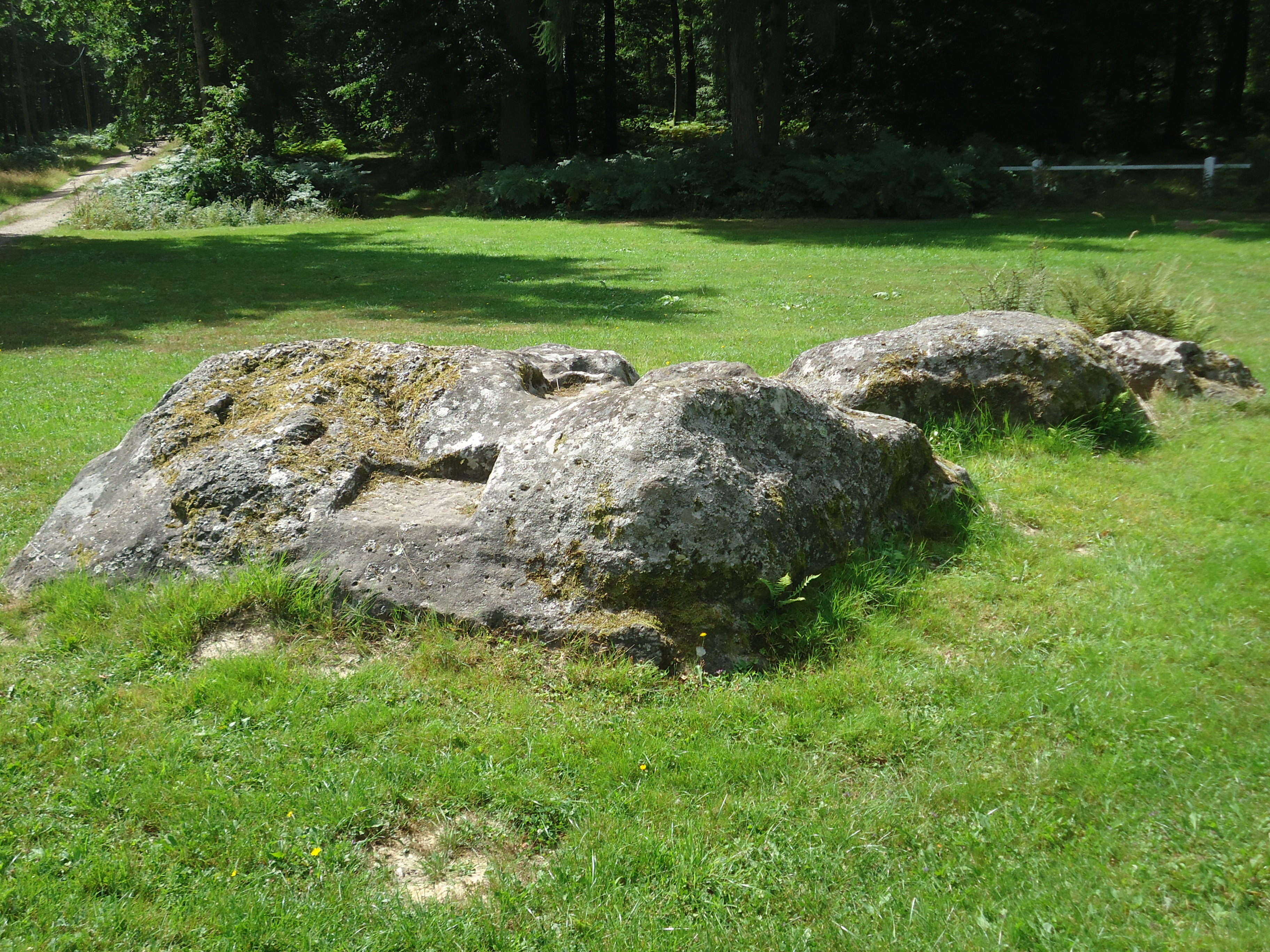

## Historique
Ce monolithe a été classé dans la catégorie des dolmens dans l’Inventaire des monuments mégalithiques paru en 1896. Mais Léon Coutil ne partage pas cet avis dans un ouvrage paru à la même date et le classe plutôt dans les « pierres à légende ».

## Inscription gravée
On peut lire l’inscription suivante gravée sur le bloc à une date indéterminée : 

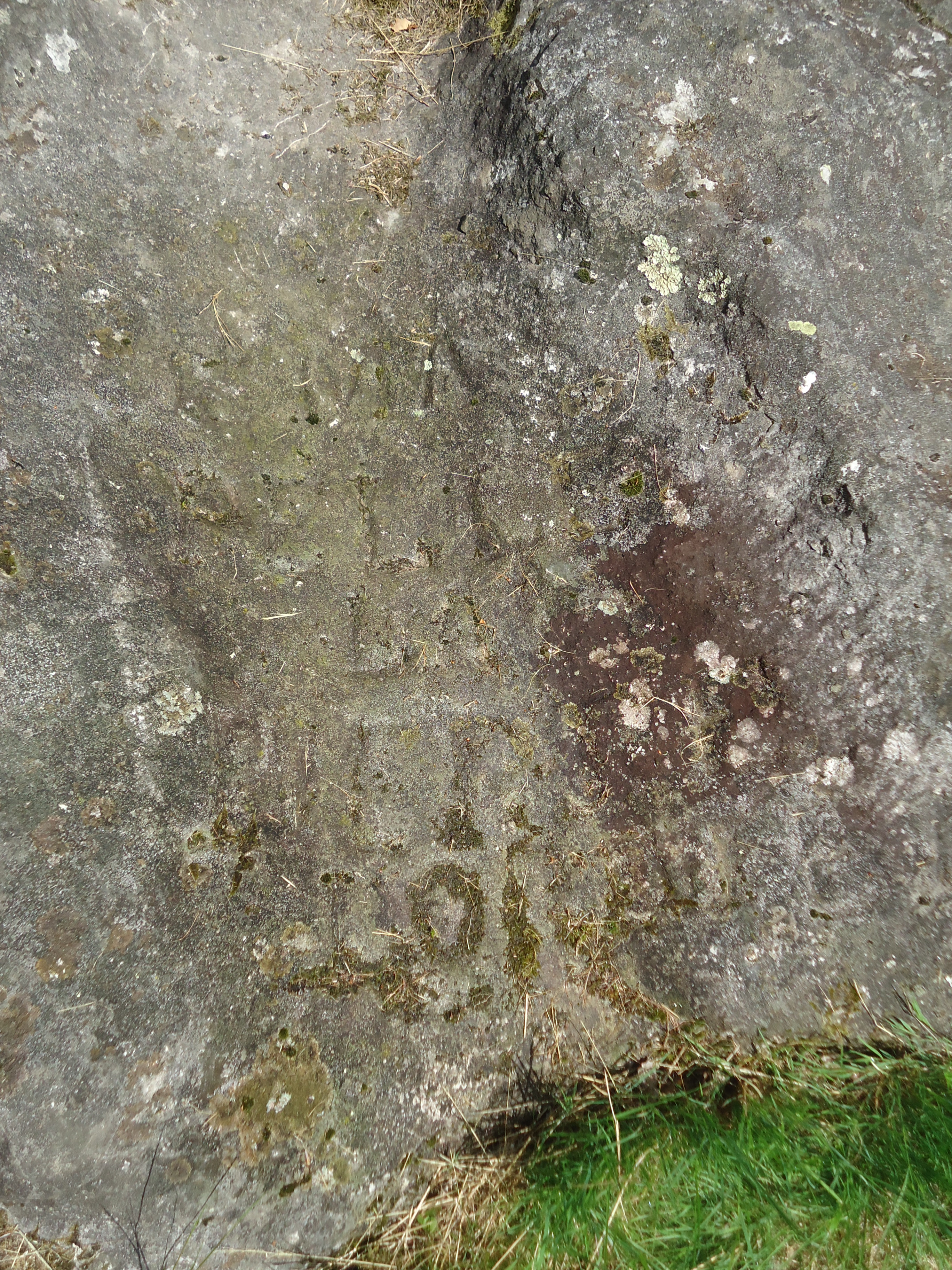
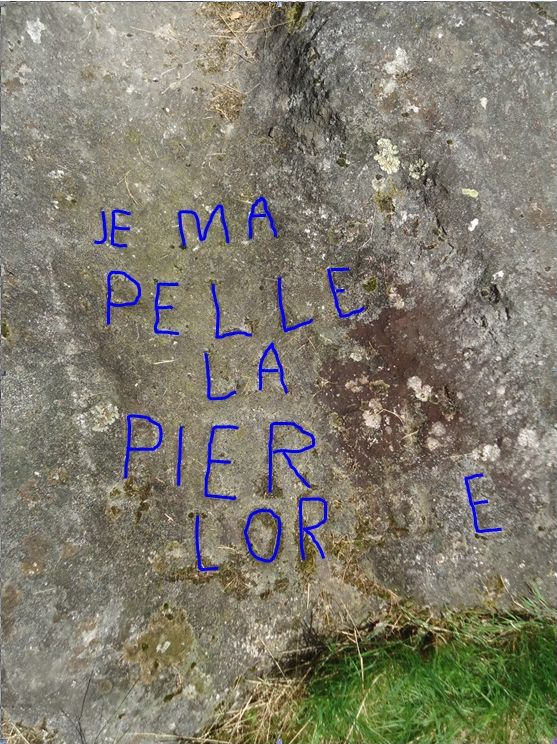

« JE MA

PELLE
LA

PIERRE LORMEE »